# Treasure Island (album)
Treasure Island è un album in studio del musicista statunitense Keith Jarrett, pubblicato nel 1974.

## Tracce
1. The Rich (And the Poor) – 9:24
2. Blue Streak – 2:35
3. Fullsuvollivus (Fools of All of Us) – 6:29
4. Treasure Island – 4:14
5. Introduction/Yaqui Indian Folk Song – 2:16
6. Le Mistral – 9:25
7. Angles (Without Edges) – 5:24
8. Sister Fortune – 4:27